# 장타인현
장타인현(베트남어: Huyện Giang Thành / 縣江城)은 베트남 메콩강 삼각주 끼엔장성의 현이다.

## 행정 구역
장타인현은 5사를 관할하고 있다.

### 사
- 푸러이 사 (Xã Phú Lợi, 富利社)
- 푸미 사 (Xã Phú Mỹ, 富美社)
- 떤카인호아 사 (Xã Tân Khánh Hòa, 新慶和社)
- 빙디요 사 (Xã Vĩnh Điều, 永調社)
- 빙푸 사 (Xã Vĩnh Phú, 永富社)

## 갤러리

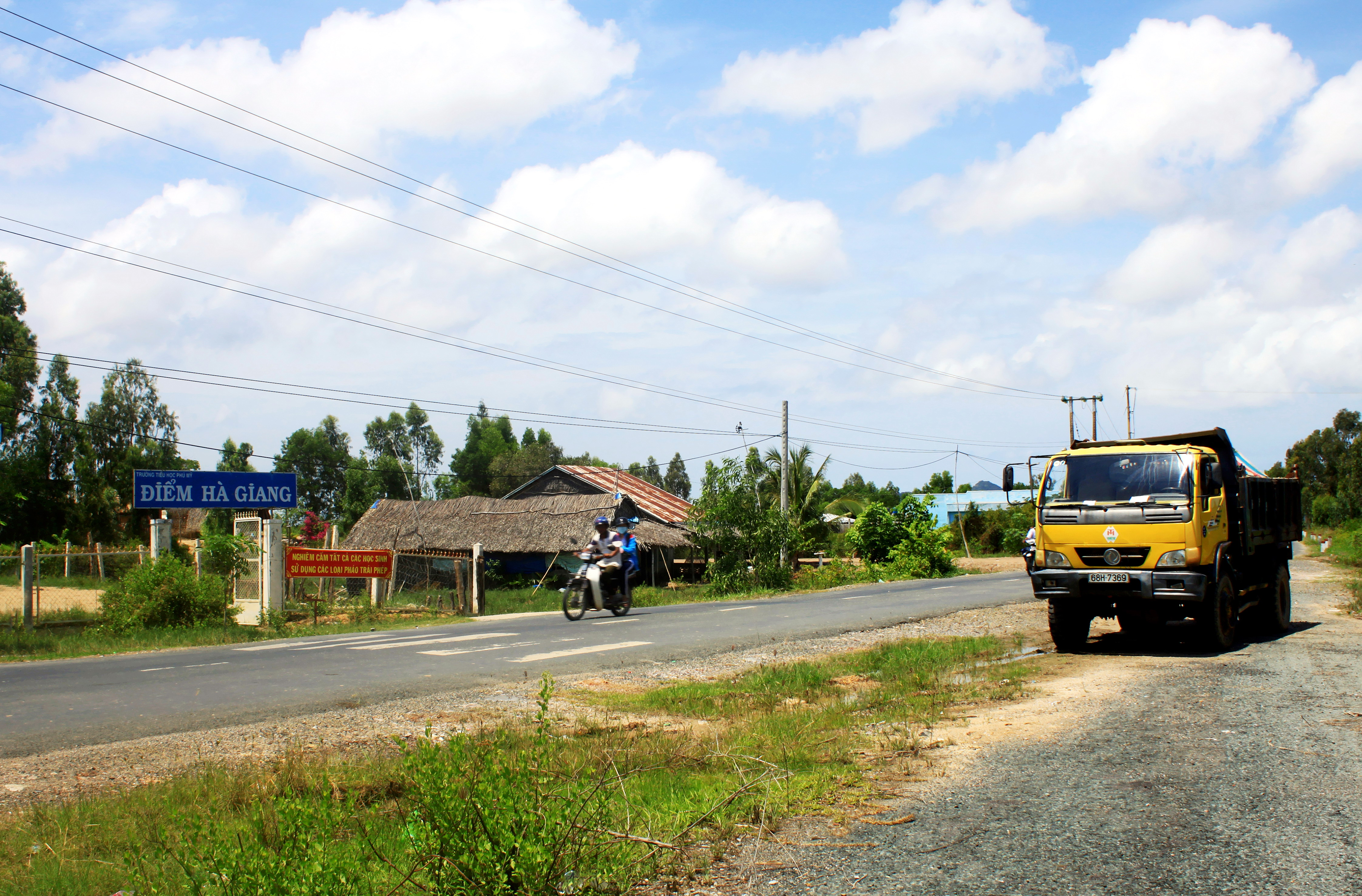
955A번 국도, 끼엔장성 장타인현